# Birresborn
Birresborn település Németországban, Rajna-vidék-Pfalz tartományban. Lakosainak száma 1069 fő (2023. december 31.).

## Népesség
A település népességének változása:
| Lakosok száma | 1333 | 1115 | 1115 | 1104 | 1086 | 1069 |
|               | 1975 | 2017 | 2019 | 2021 | 2022 | 2023 |